# Мобильный модуль на шине PCI Express
Мобильный модуль на шине PCI Express (от англ. Mobile PCI Express Module) — стандарт подключения графических процессоров (графические модули стандарта MXM) в лэптопах, в котором используется шина PCI Express. Стандарт разработан компанией Nvidia и несколькими производителями мобильных компьютеров. Цель заключалась в создании общепромышленного стандарта на разъём, который бы позволил легко устанавливать и заменять графический сопроцессор в мобильном компьютере (например, ноутбуке), без необходимости приобретения новой системы целиком или обращения в специализированный сервисный центр производителя компьютера. Текущая спецификация MXM не поддерживает «горячее» подключение.
Uniwill, поставщик серии ноутбуков Fujitsu-Siemens Amilo, была одной из крупнейших компаний, применявших технологию MXM, но согласно сообщениям, для платформы Santa Rose технология MXM ей применяться не будет. MSI анонсировал полную линейку DX10 MXM-видеокарт для платформы Santa Rosa. Asus продолжает использовать MXM-карты в своей новой серии C90. Arima, ODM-производитель для Alienware и некоторых других «брендовых» поставщиков, использует MXM-совместимые карты, но незначительно отличающиеся в реализации разъема.

## Использование
- Apple использует MXM-карты в своих iMac 24", но реализация видеоБИОСа делает их несовместимыми с распространенными MXM-картами.
- Quanta выпустила некоторое число MXM-ноутбуков, но совместимость с другими MXM-картами весьма сомнительна.
- Shuttle выпустила MXM SFC марки x100, являющуюся MXM-совместимой.
- Большинство ноутбуков Acer основаны на компонентах производства компании NVIDIA, таких, как MXM-видеокарты.
- Ageia использовала технологию MXM для их мобильного варианта карты PhysX.
- Asus использует MXM-модули в их модульных графических картах для настольных компьютеров под маркой Asus Splendid.

## Особенности
- 16 линий PCI Express
- Двойной интерфейс DVI как дополнение

## Типы и совместимость
Меньшие графические модули можно вставлять в большие разъемы:
Первое поколение:
| MXM Тип | Ширина | Длина | Число контактов | Совместимость модулей | Температурная совместимость | Мощность, до |
| ------- | ------ | ----- | --------------- | --------------------- | --------------------------- | ------------ |
| MXM-I   | 70мм   | 68мм  | 230             | I                     | I                           | 18 Вт        |
| MXM-II  | 73мм   | 78мм  | 230             | I, II                 | II                          | 35 Вт        |
| MXM-III | 82мм   | 100мм | 230             | I, II, III            | II, III                     | 75 Вт        |
| MXM-HE  | 82мм   | 100мм | 232             | I, II, III, HE        | II, HE                      |              |

Второе поколение, MXM 3:
| MXM Тип | Ширина | Длина | Совместимость модулей | Температурная совместимость | Мощность, до |
| ------- | ------ | ----- | --------------------- | --------------------------- | ------------ |
| MXM-A   | 82мм   | 70мм  | A                     | A                           | 55 Вт        |
| MXM-B   | 82мм   | 105мм | A, B                  | A, B                        | 100 Вт       |